# Pelodytes
Pelodytes és un gènere d'amfibis anurs, l'únic de la família Pelodytidae. Habiten al sud-est d'Europa i al Caucas. Va ser descrit pel naturalista francès Charles Lucien Bonaparte el 1838. El procés d'especiació d'aquest gènere encara no és ben conegut.

## Espècies
- Pelodytes atlanticus (Diaz-Rodriguez et alii) 2017[4]
- Pelodytes caucasicus[5]
- Pelodytes hespericus Diaz-Rodriguez et alii, 2017[4]
- Pelodytes ibericus Sanchez-Harraiz, Barbadillo et Sanchiz (2000)[6]
- Pelodytes punctatus o renoquet (Daudin, 1802)